# NGC 1361
NGC 1361 (również PGC 13218) – galaktyka eliptyczna (E/P), znajdująca się w gwiazdozbiorze Erydanu. Odkrył ją w 1886 roku Ormond Stone.